# Arceuthomyia nakaharai
Arceuthomyia nakaharai är en tvåvingeart som beskrevs av Inouye 1959. Arceuthomyia nakaharai ingår i släktet Arceuthomyia och familjen gallmyggor. Inga underarter finns listade i Catalogue of Life.